# Stockholms stads hembiträdesskola
Stockholms stads hembiträdesskola var en yrkesskola som startades 1938 på Scheelegatan 8 på Kungsholmen i Stockholm, Sverige. Skolan utbildade hembiträden. 
Anledningen till att skolan grundades var att det på den tiden rådde brist på hembiträden, och idén mottogs väl. Att grunda en sådan skola hade länge varit ett mål för Stockholms hembiträdesförening.
Eleverna fick betyg, och klasserna fotograferades, med eleverna iklädda hembiträdesuniformer.
Harald Norbelie har skildrat skolan i ett kapitel av boken Mera gata upp och gata ner: människor och miljöer i Stockholm förr och nu från 1993.